# Vitovnica
Vitovnica es un pueblo ubicado en la municipalidad de Petrovac, en el distrito de Braničevo, Serbia.

## Superficie
Posee una superficie de 27,13 kilómetros cuadrados.

## Demografía
Hasta 2011 la población era de 246 habitantes, con una densidad de población de 9,067 habitantes por kilómetro cuadrado.